# Jeu Weijers
Franz Josef (Jeu) Weijers (Horbach-Richterich, nu: Horbach (Aken), 25 mei 1927 – 1 juli 1998) was een Nederlands componist, dirigent en saxofonist.

## Levensloop
Zijn ouders Heinrich Josef Weijers geb. 1903 (Sjo Weijers) en Anna Maria Schaefer geb. 1907 hebben Jeu al vroeg met de muziek in contact gebracht. Zijn vader was een in Limburg bekend dirigent omdat hij van 1928 tot 1965 de Fanfare St. Cecilia Bocholtz gedirigeerd heeft. In deze fanfare kreeg Jeu zijn eerste praktische ervaring met de blaasmuziek. Op Sinterklaasavond in 1933 kreeg hij van zijn vader een sopraansaxofoon en vanzelfsprekend werd Jeu toen automatisch lid van de Koninklijke erkende Fanfare "St. Cecilia", Bocholtz. Als saxofonist werd hij op verschillende solistenconcoursen met de hoogste eer onderscheiden. Op advies van zijn vader studeerde hij HaFa-directie aan het Conservatorium Maastricht en behaalde zijn diploma.
Hij was ook opvolger van zijn vader als dirigent van 1956 tot 1987 bij de Koninklijke erkende Fanfare "St. Cecilia", Bocholtz.
Jeu Weijers werd op 25-jarige leeftijd dirigent van de Koninklijke Harmonie "St. Philomena" Chevremont, Kerkrade, waar hij tot 1966 verbleef. Korte tijd later werd hij dirigent van de Harmonie Internos, Epen. Van 1952 tot 1959 dirigeerde hij de Muziekvereniging T.O.G. Welten, in Heerlen, en ook in 1952 werd hij dirigent van de Protestantse harmonie "Juliana" 1920 Meezenbroek. In 1958 werd hij dirigent van de toenmalige Fanfare "St. Gerlach", Houthem, Valkenburg, die later in de Brassband "St. Gerlach", Houthem, in Valkenburg overschakelde. Verder heeft hij een van de fusieverenigingen van het huidige Koninklijk harmonie-orkest, in Heerlen, gedirigeerd. Voorts was hij ook dirigent van het Douanekoor Nederland. Een van zijn mooiste successen was de overwinning van de zeer jeugdige Koninklijke erkende Fanfare "St. Cecilia", Bocholtz bij het eerste Concert-afdeling concours dat door de Limburgse Bond van Muziekgezelschappen binnen de Federatie van Katholieke Muziekbonden in Nederland in 1986 in de Rodahal in Kerkrade werd bereikt.
In 1981, 1985 en 1989 heeft hij ook tijdens de openingsmanifestaties van het Wereld Muziek Concours te Kerkrade de verzamelde blaasorkesten gedirigeerd. Tijdens het bezoek van de paus in Limburg bij de mis met de Paus op het vliegveld Beek en tijdens het Prinsjesdag in Den Haag ontbrak Jeu Weijers niet met zijn 200 muzikanten sterk "Limburg Orkest".
Naast zijn werkzaamheden als dirigent was hij ook als componist, arrangeur en jurylid bekend.

## Composities

### Werken voor harmonieorkest

#### Concertwerken
- Arena Ouverture
- Ballet-Scenes
- Bella Ciao
- Concert Introductie
- Dans-Party
- Drie Schetsen, voor fanfare
- Fantasia I, II
- Il Gondoliere
- Il Tornado
- Il Trittico Veneziano
- Introductie en Scherzo
- Introductie en Swing
- La Vile Lumiere (valse de concert)
- Laguna Ouverture
- Limburg Rapsodie
- Quattro Movimenti
- Salute to the World b.g.v. de opening van het 10e Wereld Muziek Concours in 1985 te Kerkrade
- Spaanse Schetsen
- Sychrov Pamatka (ter herinnering aan het bezoek aan het Tsjechische plaatsje Panatka)

e.a.

#### Marsen
- 1996 Bulsjersmars - (Ter gelegenheid van het 75-jarig bestaansfeest in 1996 van de Fanfare "Sint Donatus" Grijzegrubben)
- Philomenamars
- Sempre Pronto
- Stork Limburg
- Stammtisch
- Noeltzermars
- Gruss an Flauerling
- Rolling Waves
- Ca' Savio
- Treporti
- Punta Sabbioni
- Ca' Ballarin
- Cavallino
- Marcia Scanferlato
- TOG mars

e.a. (in totaal ca. 200 marsen)

#### Processiemarsen
- Padre Pio
- Feestklokken
- San Donna di Piave
- Sint Joep
- Fraternite
- Capella Domestica

e.a.

### Kerkmuziek
- Ricordarsi andante ter nagedachtenis aan zijn vriend Sjef Loo
- Sainte Bernadette, andante
- Kyrie en Devotie, andante
- Sint Willebrord, andante
- Buon Fortuna, andante
- Orazione, andante
- Tempi Passati, andante opgedragen aan zij n vriend Joep van Ermingen
- Per la mia Cara andante b.g.v. zijn 40-jarig huwelijk met Elly Weerts

e.a.
- Messa Festiva voor koor en koperensemble, opgedragen aan zijn vriend pastoor Th. Delissen
- Messa dedicato a Padre Pio b.g.v. het 125-jarig jub. Kerk. Zangkoor St. Joseph van Bocholtz

e.a.

### Liederen
- Ut Knuveltje, carnavalslied - tekst: Sjef Loo
- Doe jekke Toepus, carnavalslied
- Kiele-wiele-wensje, carnevalslied
- De Jrens jeet tsow, carnavalslied
- Os Ieepe, carnevalslied - tekst: Etienne Franssen
- Ver howwe mit erm en bee, carnevalslieder - tekst: Etienne Franssen
- Susa Nina, kerstlied
- Marialidje, kerklied (dialect)

e.a.

### Kamermuziek
- De Kat op Vogeljacht, saxofoonkwartet
- La Primavera, voor sopraan saxofoon
- Le Printemps, voor bugel
- Trio voor klarinet (in 3 delen)
- De Bombardon, voor Bas in Bb

e.a.